# Delfina do Espírito Santo
Delfina Perpétua do Espírito Santo, mais conhecida por Actriz Delfina, ou apenas Delfina (Lisboa, 20 de abril de 1818 — Lisboa, 22 de setembro de 1881) foi uma aclamada atriz portuguesa do século XIX, que obteve grande sucesso no género cómico.

## Biografia
Delfina Perpétua do Espírito Santo nasceu em Lisboa, na freguesia da Encarnação, a 20 de abril de 1818, filha de Narciso José dos Santos, natural da Ilha do Faial e de Clara Maria, natural de Santarém, empregados do Teatro Nacional de São Carlos. Foi baptizada como filha de pais incógnitos, devido aos pais serem solteiros, com apenas uma semana de vida, na Igreja de Nossa Senhora da Encarnação, no Chiado, tendo recebido o nome da sua madrinha, Delfina Perpétua do Espírito Santo, mulher que a educou e que, para todos os efeitos, foi a sua mãe adoptiva, tendo falecido muito cedo. Delfina só foi reconhecida pelos pais quando tinha 5 anos, a 20 de novembro de 1823.

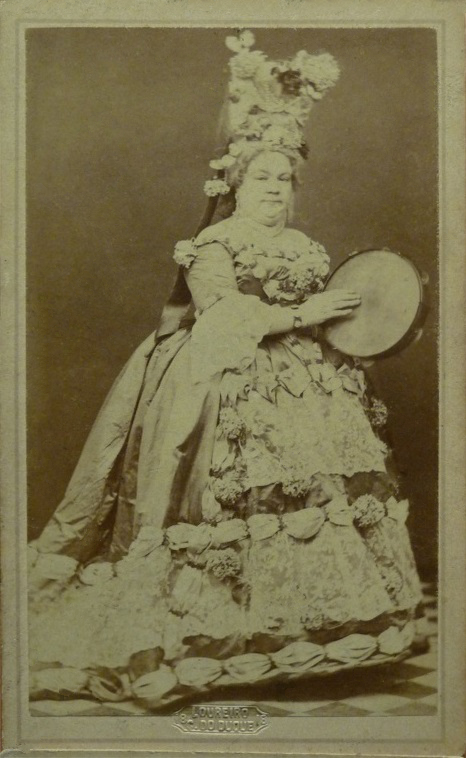
Retrato fotográfico da Actriz Delfina em figurino (Biblioteca-Arquivo do Teatro Nacional D. Maria II, José dos Santos Loureiro, década de 1860).

De uma vivacidade natural e génio afável, tornou-se desde cedo o enlevo dos artistas e funcionários do São Carlos, que era praticamente a sua casa. Quando criança, tornou-se muito popular naquele meio e aos 7 ou 8 anos foi escolhida, sob a proteção da atriz Josefa Soller, para fazer o papel de "Cupido" num baile mitológico, em parte devido aos seus lindos cabelos loiros. Posteriormente, o abastado proprietário do teatro, o Conde de Farrobo, concedeu-lhe um pequeno papel de criada na comédia Mulher, Marido e Amante, apresentada no Teatro Tália, na sua Quinta das Laranjeiras, nos arredores de Lisboa, em 1828. A recepção positiva da sua performance encorajou-a a procurar uma carreira teatral e em 1841 começou a atuar no Teatro do Salitre em Lisboa, começando a estabelecer-se como uma das atrizes mais engraçadas de Lisboa. Estreou-se em Peão Fidalgo, tradução e adaptação de Le Bourgeois gentilhomme, de Molière.
Em 1843, Delfina mudou-se para o Teatro da Rua dos Condes por recomendação de Almeida Garrett, estreando-se no drama Duas filhas. Ficou por lá até 1846, quando se mudou para o Teatro Nacional D. Maria II, onde foi classificada como "Primeira Atriz de Quadrinhos". Permanecendo no mesmo teatro, em 1853 ingressou na nova companhia teatral de Francisco Palha e protagonizou as suas apresentações. Acompanhou Palha quando este apresentou com a sua companhia no Teatro Rua dos Condes, enquanto esperava a conclusão do novo Teatro da Trindade, financiado pelo mesmo. A primeira apresentação na Trindade foi a 30 de novembro de 1867, e Delfina fez parte do elenco permanente. Continuou a obter sucesso mesmo depois de Palha ter introduzido uma nova forma de teatro em Lisboa, conhecida como ópera burlesca, à qual ela se adaptou com considerável aclamação. Matos Sequeira refere na sua obra que, a apresentação em fevereiro de 1869 da peça A família de João Ricardo Cordeiro Júnior corresponde à festa em benefício da atriz, acrescentando que o Rei D. Fernando II lhe ofereceu um anel de brilhantes e esmeraldas.
Delfina permaneceu no Trindade até que, já doente, decidiu reformar-se, performando a sua última atuação a 1 de julho de 1880, com a comédia em 5 atos O Avarento, de Molière. Porém, evidentemente mudou de ânimo, pois regressou por três dias em setembro do mesmo ano para atuar na peça O Barba Azul, no entanto, através do seu desempenho, notou-se claro que apresentava problemas de memória.

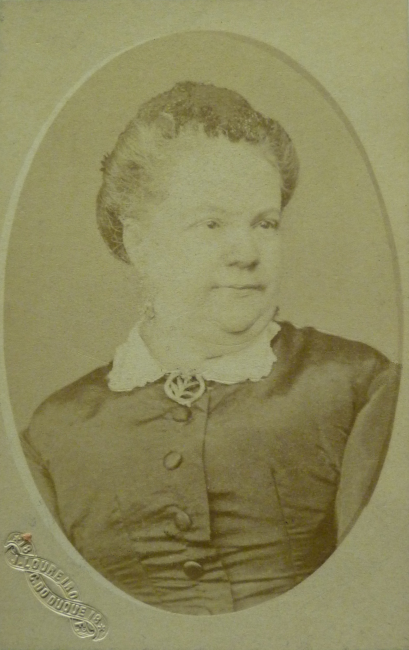
Retrato fotográfico da Actriz Delfina (Biblioteca-Arquivo do Teatro Nacional D. Maria II, José dos Santos Loureiro, década de 1870).

Na obra Diccionario do theatro portuguez (1908), de António de Sousa Bastos, o autor refere, acerca da atriz: "Foi uma das maiores e mais justificadas glorias do theatro portuguez. Sendo bailarina do theatro de S. Carlos, em 1828, foi representar pela primeira vez no theatro das Larangeiras, fazendo a creada da comedia Mulher, marido e amante. Ahi revelou grande talento para a scena e por isso foi festejadissima. Estreiou-se depois no Salitre fazendo em mimica a scena do sonho do Roberto o Diabo e a seguir o Peão Fidalgo. Em diversas peças mostrou Delfina desde o começo da sua carreira um grande talento scenico e muita disposição para o naturalismo, o que n'aquelle tempo era raro. Entrou depois para o theatro da Rua dos Condes, estreiando-se no drama Duas filhas. Fez em seguida diversas peças sempre com grande exito, passando logo na inauguração do theatro de D. Maria II para este, sendo classificada na primeira classe. Acompanhando Francico Palha, fez uma bella epocha no theatro da Rua dos Condes e passou a inaugurar o theatro da Trindade e ali esteve até á morte, sempre trabalhando e recebendo do publico as maiores ovações. Delfina ainda até hoje não foi substituida na nossa scena."
Na edição de 8 de setembro de 1904 do periódico O Grande Elias, pode ler-se acerca de Delfina: "Entre os artistas theatrais portuguezes, a quem usamos tratar por velha guarda, entre esses soldados, firmes sempre no seu posto de honra, n'esse campo de luctas gloriosas, exuberante de flores e de espinhos, destacou-se, por valor incontestado, a actriz Delfina, artista generica, que tanto sabia divertir os espectadores, até lhes desafiar o riso escancarado, como conseguiu, no drama, enternece-los até ás lágrimas. Companheira desde creança, no theatro de D. Maria, dos primeiros vultos da scena portugueza, collega de Tasso, Emília das Neves, Manuela Rey, Theodorico, Isidoro, João Anastácio Rosa, e filhos, que ainda hoje são vivas glorias do theatro portuguez, Delfina soube merecer dos escriptores do seu tempo, Silva Túlio, Cordeiro, Mendes Leal, Biester e outros, bellos artigos de critica elogiosa, e os applausos sinceros do publico, que foram a base d'esse eterno monumento de Fama e de Saudade, que a gloriosa artista nos legou."
Antes de sua morte, doou a maior parte do seu dinheiro e jóias para instituições de caridade. Tida como matriarca dos artistas, era carinhosamente apelidada de "avózinha", pelos colegas. Como não tinha filhos, adoptava afilhados, a quem distribuía os seus afetos e rendimentos. Amava a glória dos seus parceiros de profissão e as noites de festa eram de sincera alegria para ela, tratando todos com um afeto e preocupação maternal.
Após 4 meses de doença, Delfina Perpétua do Espírito Santo falece, às 8 horas da manhã de 22 de setembro de 1881, na sua residência, o primeiro andar do número 22 do Largo de Andaluz, freguesia do Coração de Jesus, em Lisboa, aos 63 anos de idade. O funeral da atriz mobilizou a população de Lisboa, que lhe prestou uma comovente homenagem de estima e simpatia. Foi sepultada em jazigo pertencente à Associação dos Socorros Mútuos Montepio dos Atores Portugueses, no Cemitérios dos Prazeres. Em julho de 1922, foi homenageada no Teatro da Avenida.